# 楊敷 (西充)
楊敷（1520年—？年），字震卿，號會江，四川順慶府西充縣人，軍籍。

## 生平
閏八月十四日生，行一，治《易經》，由縣學生中式四川鄉試第十四名舉人，年二十五歲中式嘉靖二十三年甲辰科會試第二百八十五名，第三甲第一百九十六名進士。初授建昌府推官，改補平阳府推官，三十一年正月选授河南道試御史。贬滁州判官。四十一年任吉安府知府。

## 家族
曾祖楊春，吏目；祖楊儒；父楊凌漢；母任氏。具慶下，妻羅氏，弟敏。